# Elvira Quintillà i Ramos
Elvira Quintillà i Ramos (Barcelona, 19 de setembre de 1928 – Madrid, 27 de desembre de 2013) va ser una actriu catalana de teatre, cinema i televisió, que va protagonitzar algunes de les pel·lícules més importants del cinema espanyol de mitjans del segle xx.
La seva activitat teatral es desenvolupà principalment a Madrid, amb les companyies de María Guerrero i Fernando Díaz de Mendoza, Tina Gascó, Conchita Montes i Rafael López Somoza.
Debutà en el cinema el 1943 i va protagonitzar pel·lícules d'Ignasi Ferrés i Iquino, Luis García Berlanga, Juan Antonio Bardem, Pedro Lazaga o Mario Camus, entre d'altres, fins a una quarantena de films. Participà en diversos programes per a televisió; a Catalunya protagonitzà el telefilm Junts (1999, Mireia Ros), entre d'altres.
Va estar casada amb el també actor José Maria Rodero, amb qui formà la seva pròpia companyia.

## Filmografia
- 1943. Fin de curso. Director Ignacio F. Iquino.
- 1950. Historia de una escalera. Director: Ignacio F. Iquino. Basada en l'obra homònima d'Antonio Buero Vallejo.
- 1951, Ronda española, Ladislao Vajda.
- 1951. Esa pareja feliz. Directors: Juan Antonio Bardem i Luis García Berlanga.
- 1952. Bienvenido, Mister Marshall. Director: Luis García Berlanga.
- 1952. Concierto Mágico. Director: Rafael J. Sàlvia.
- 1956, Viaje de novios, León Klimovsky
- 1961. Plácido. Director. Luis García Berlanga.
- 1965, Lola, espejo oscuro, Fernando Merino.
- 1972. El abuelo tiene un plan. Director: Pedro Lazaga
- 1982. La Colmena. Director: Mario Camus.
- 1985, A la pálida luz de la luna, José María González Sinde.